# یواس‌اس امیک (دی‌یی-۱۶۸)
یواس‌اس امیک (دی‌یی-۱۶۸) (به انگلیسی: USS Amick (DE-168)) یک کشتی بود که طول آن ۳۰۶ فوت (۹۳ متر) بود. این کشتی در سال ۱۹۴۳ ساخته شد.